# Mimasura quadripuncta
Mimasura quadripuncta là một loài bướm đêm trong họ Noctuidae.